# 名古屋市立常安小学校
名古屋市立常安小学校（なごやしりつ じょうあんしょうがっこう）は、愛知県名古屋市緑区乗鞍一丁目にある公立小学校。

## 沿革
- 1998年（平成10年） - 名古屋市立常安小学校として開校。

## 部活動
- 野球部[1]
- ソフトボール部[1]
- サッカー部[1]
- バスケットボール部[1]
- 音楽部[1]

## 通学区域
- 全域が名古屋市緑区に含まれる。
  - 鳴丘一丁目[2]
  - 鳴丘二丁目（一部）[2]
  - 乗鞍一丁目・同三丁目[2]
  - 乗鞍二丁目（一部）[2]
  - 細口三丁目（一部）[2]
  - 鳴海町字神沢（一部）[3]

## 進学先
- 名古屋市立扇台中学校[4]